# Vòng loại Giải vô địch bóng đá nữ thế giới 2011 (Bảng 3 UEFA)
Bảng 3 Vòng loại Giải vô địch bóng đá nữ thế giới 2011 khu vực châu Âu là một trong các bảng đấu loại do UEFA tổ chức để chọn đội tham dự Giải vô địch bóng đá nữ thế giới 2011. Bảng gồm các đội Đan Mạch, Scotland, Hy Lạp, Bulgaria và Gruzia.
Đội đầu bảng Đan Mạch giành quyền vào vòng play-off.

## Bảng xếp hạng
| Đội      | Tr | T | H | B | BT | BB | HS  | Đ  |
| -------- | -- | - | - | - | -- | -- | --- | -- |
| Đan Mạch | 8  | 6 | 2 | 0 | 45 | 0  | +45 | 20 |
| Scotland | 8  | 6 | 1 | 1 | 24 | 5  | +19 | 19 |
| Hy Lạp   | 8  | 3 | 0 | 5 | 11 | 20 | −9  | 9  |
| Bulgaria | 8  | 2 | 2 | 4 | 9  | 25 | −16 | 8  |
| Gruzia   | 8  | 0 | 1 | 7 | 3  | 42 | −39 | 1  |

|          | Bulgaria | Đan Mạch | Gruzia | Hy Lạp | Scotland |
| -------- | -------- | -------- | ------ | ------ | -------- |
| Bulgaria | –        | 0–0      | 5–0    | 0–1    | 0–5      |
| Đan Mạch | 9–0      | –        | 15–0   | 7–0    | 0–0      |
| Gruzia   | 1–1      | 0–7      | –      | 0–3    | 1–3      |
| Hy Lạp   | 1–2      | 0–6      | 5–0    | –      | 0–1      |
| Scotland | 8–1      | 0–1      | 3–1    | 4–1    | –        |

## Kết quả
| Hy Lạp | 0–6      | Đan Mạch                                                                             |
| ------ | -------- | ------------------------------------------------------------------------------------ |
|        | Chi tiết | Paaske-Sørensen 12', 71' · Veje 17' · Pape 23' · Sand Andersen 25' · Rydahl Bukh 59' |

| Bulgaria | 0–1      | Hy Lạp           |
| -------- | -------- | ---------------- |
|          | Chi tiết | Panteleiadou 53' |

| Đan Mạch | 15–0     | Gruzia |
| --- | -------- | ------ |
| C. Andersen 13', 56' · J. Rasmussen 17', 52' · Harder 21', 44', 74' · Munk 28', 32', 48' · Veje 38' · Brogaard 53', 81' (ph.đ.) · Troelsgaard Nielsen 84', 90+2' | Chi tiết |        |

| Hy Lạp | 0–1      | Scotland    |
| ------ | -------- | ----------- |
|        | Chi tiết | Beattie 53' |

| Bulgaria | 0–0      | Đan Mạch |
| -------- | -------- | -------- |
|          | Chi tiết |          |

| Scotland                    | 3–1      | Gruzia       |
| --------------------------- | -------- | ------------ |
| Grant 50', 80' · Little 51' | Chi tiết | Pogosian 59' |

| Bulgaria                                                                                           | 5–0      | Gruzia |
| -------------------------------------------------------------------------------------------------- | -------- | ------ |
| Nadirashvili 28' (l.n.) · Pasikashvili 31' (l.n.) · Kostova 51' · Boyanova 65' · Gospodinova 90+1' | Chi tiết |        |

| Hy Lạp                                                             | 5–0      | Gruzia |
| ------------------------------------------------------------------ | -------- | ------ |
| Katsaiti 31' (ph.đ.) · Kontomichi 42', 67', 70' · Papadopoulou 53' | Chi tiết |        |

| Gruzia          | 1–3      | Scotland                              |
| --------------- | -------- | ------------------------------------- |
| Chichinadze 21' | Chi tiết | Beattie 45+4' · Corsie 52' · Ross 82' |

| Đan Mạch | 9–0      | Bulgaria |
| --- | -------- | -------- |
| J. Rasmussen 6', 21' · K. Pedersen 10' · Munk 37' · Troelsgaard Nielsen 45' · Paaske-Sørensen 53' (ph.đ.), 78' · J. Jensen 55' · Pedersen 90' | Chi tiết |          |

| Gruzia | 0–7      | Đan Mạch                                                                               |
| ------ | -------- | -------------------------------------------------------------------------------------- |
|        | Chi tiết | J. Rasmussen 11', 33', 39', 52' · Paaske-Sørensen 31', 87' · Røddik Hansen 90' (ph.đ.) |

| Scotland                                                               | 8–1      | Bulgaria            |
| ---------------------------------------------------------------------- | -------- | ------------------- |
| Little 39', 87' · Hamill 40' · Fleeting 53', 58', 64', 90' · Grant 60' | Chi tiết | Liliana Kostova 21' |

| Gruzia | 0–3      | Hy Lạp                                          |
| ------ | -------- | ----------------------------------------------- |
|        | Chi tiết | Gkatzogianni 23' · Chalkiadaki 28' · Sidira 60' |

| Đan Mạch | 7–0      | Hy Lạp |
| --- | -------- | ------ |
| L. Hansen 7' · J. Rasmussen 45+1', 80' · Pape 49' (ph.đ.) · Kakambouki 50' (l.n.) · Paaske-Sørensen 77' · Gajhede 79' | Chi tiết |        |

| Bulgaria | 0–5      | Scotland                                                                    |
| -------- | -------- | --------------------------------------------------------------------------- |
|          | Chi tiết | Beattie 17' · Fleeting 35' · Little 62' (ph.đ.) · Corsie 66' · Hamill 90+2' |

| Scotland | 0–1      | Đan Mạch          |
| -------- | -------- | ----------------- |
|          | Chi tiết | Røddik Hansen 22' |

| Gruzia       | 1–1      | Bulgaria      |
| ------------ | -------- | ------------- |
| Matveeva 24' | Chi tiết | Koshuleva 50' |

| Scotland                                            | 4–1      | Hy Lạp            |
| --------------------------------------------------- | -------- | ----------------- |
| Beattie 22' · Fleeting 24' · Corsie 81' · Grant 83' | Chi tiết | Sidira 6' (ph.đ.) |

| Hy Lạp        | 1–2      | Bulgaria                           |
| ------------- | -------- | ---------------------------------- |
| Kakambouki 5' | Chi tiết | Radoyska 69' · Kostova 80' (ph.đ.) |

| Đan Mạch | 0–0      | Scotland |
| -------- | -------- | -------- |
|          | Chi tiết |          |